# Palazzo Cornazzani
Palazzo Cornazzani è un palazzo di Pavia, in Lombardia.

## Storia
Il palazzo appartenne alla nobile famiglia dei Cornazzani e fu realizzato nel XV secolo, inglobando resti di edifici precedenti, in stile tardogotico. In origine l'edificio era stato di proprietà della famiglia aristocratica dei Beccaria e passò ai Cornazzani nel Cinquecento per via matrimoniale; i Cornazzani erano una stirpe di origine parmense che a lungo servì Filippo Maria Visconti prima e gli Sforza poi, ottenendo così la cittadinanza milanese, e di cui un ramo si insediò a Pavia. Nella casa soggiornarono spesso personaggi di spicco, come il governatore di Milano Antonio de Guzmán o il cardinale Michele Bonelli, che pare si trattenne più di un anno nel palazzo pavese. Anche il poeta Ugo Foscolo vi risiedette, in compagnia dell'amico Giulio Gabrielli di Montevecchio, negli anni in cui fu docente universitario a Pavia, motivo per cui il palazzo viene oggi chiamato anche "Casa del Foscolo"; in seguito la strada in cui si trova il palazzo venne intitolata proprio a Foscolo. Più tardi l'edificio fu abitato, in tempi diversi, dal professore Contardo Ferrini, dalla poetessa Ada Negri e da un giovane Albert Einstein; quest'ultimo vi soggiornò con la famiglia tra il 1895 ed il 1896, periodo in cui suo padre Hermann dirigeva una fabbrica produttrice di macchine elettriche a Pavia.
Oggi due targhe sulla facciata della casa ricordano la residenza di Foscolo e degli Einstein.

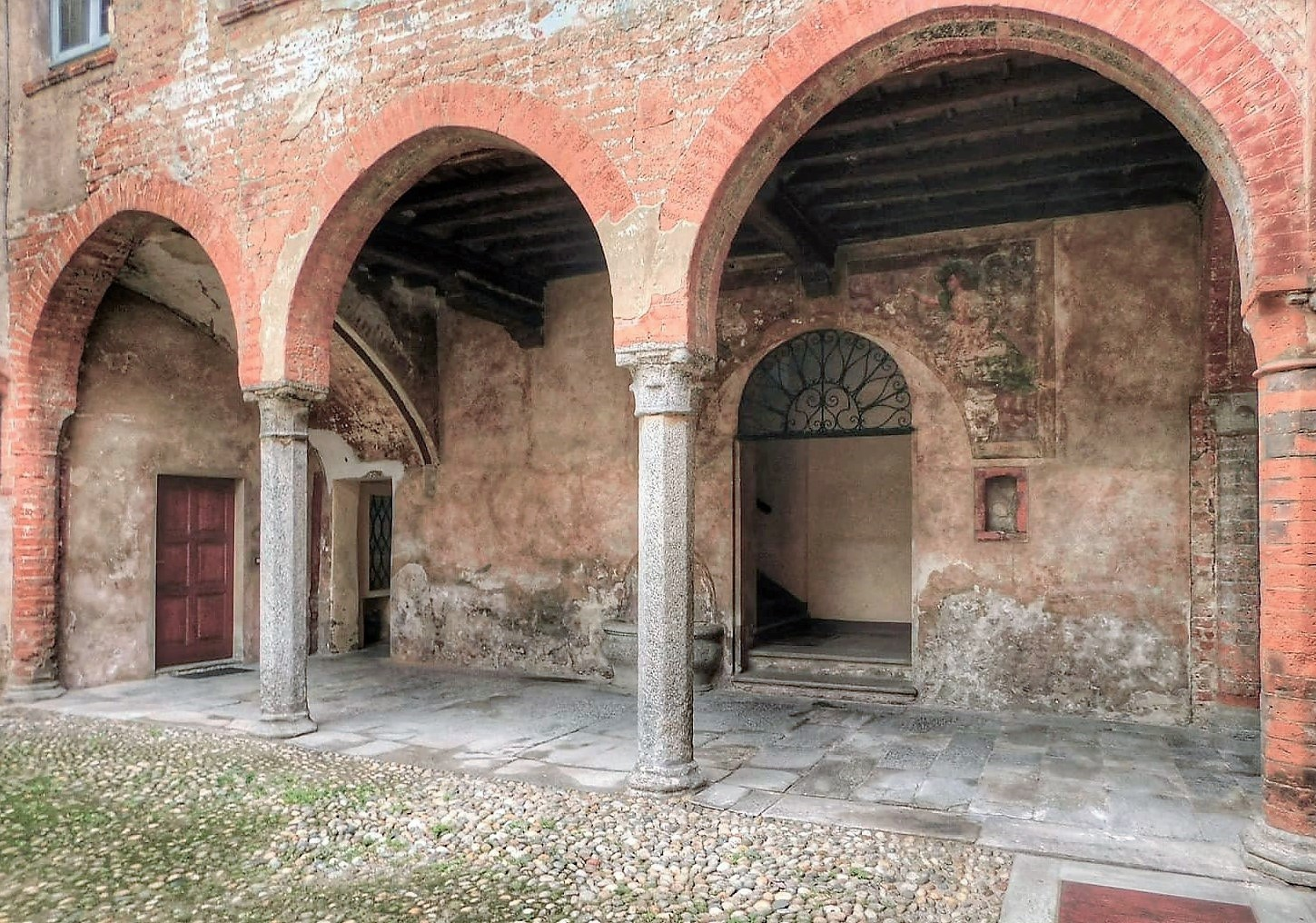
Il cortile
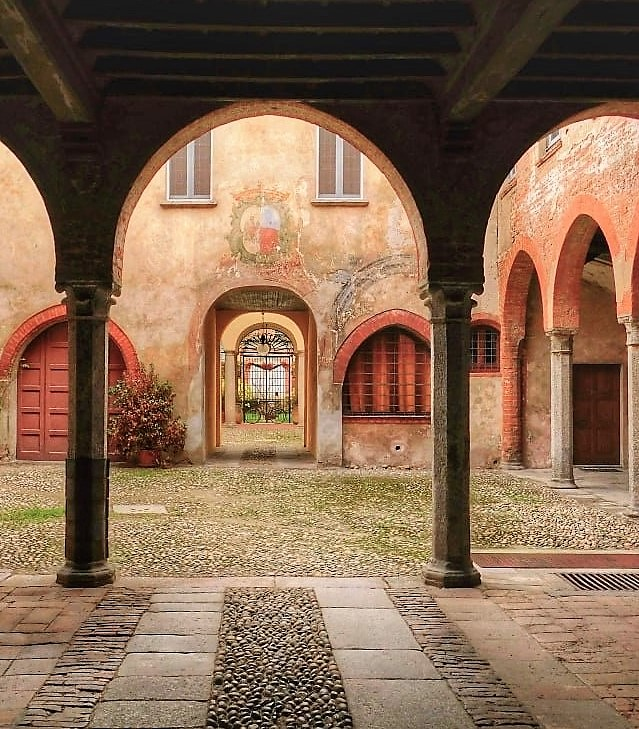
Il cortile
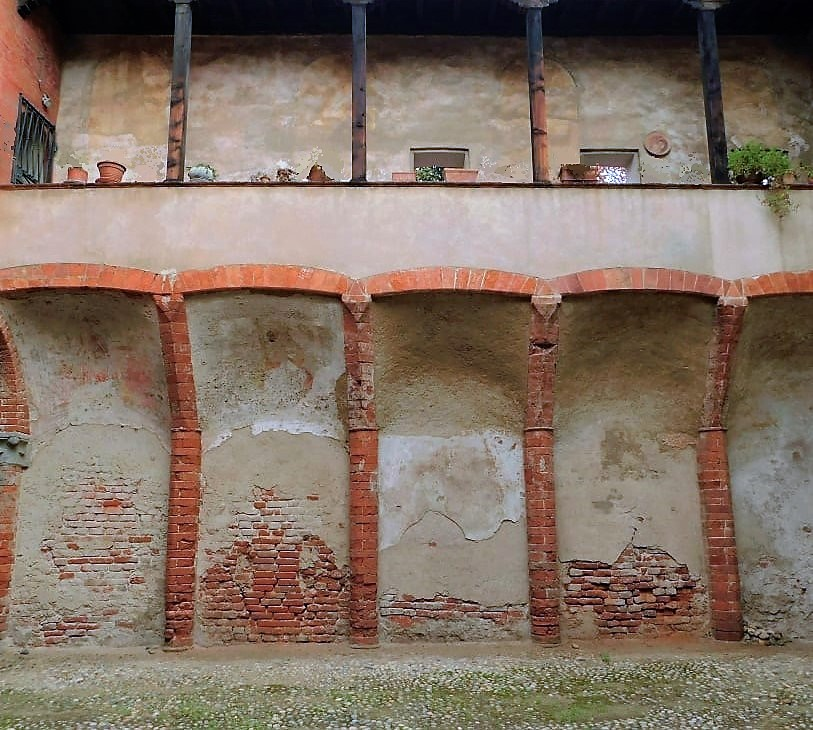
Il loggiato
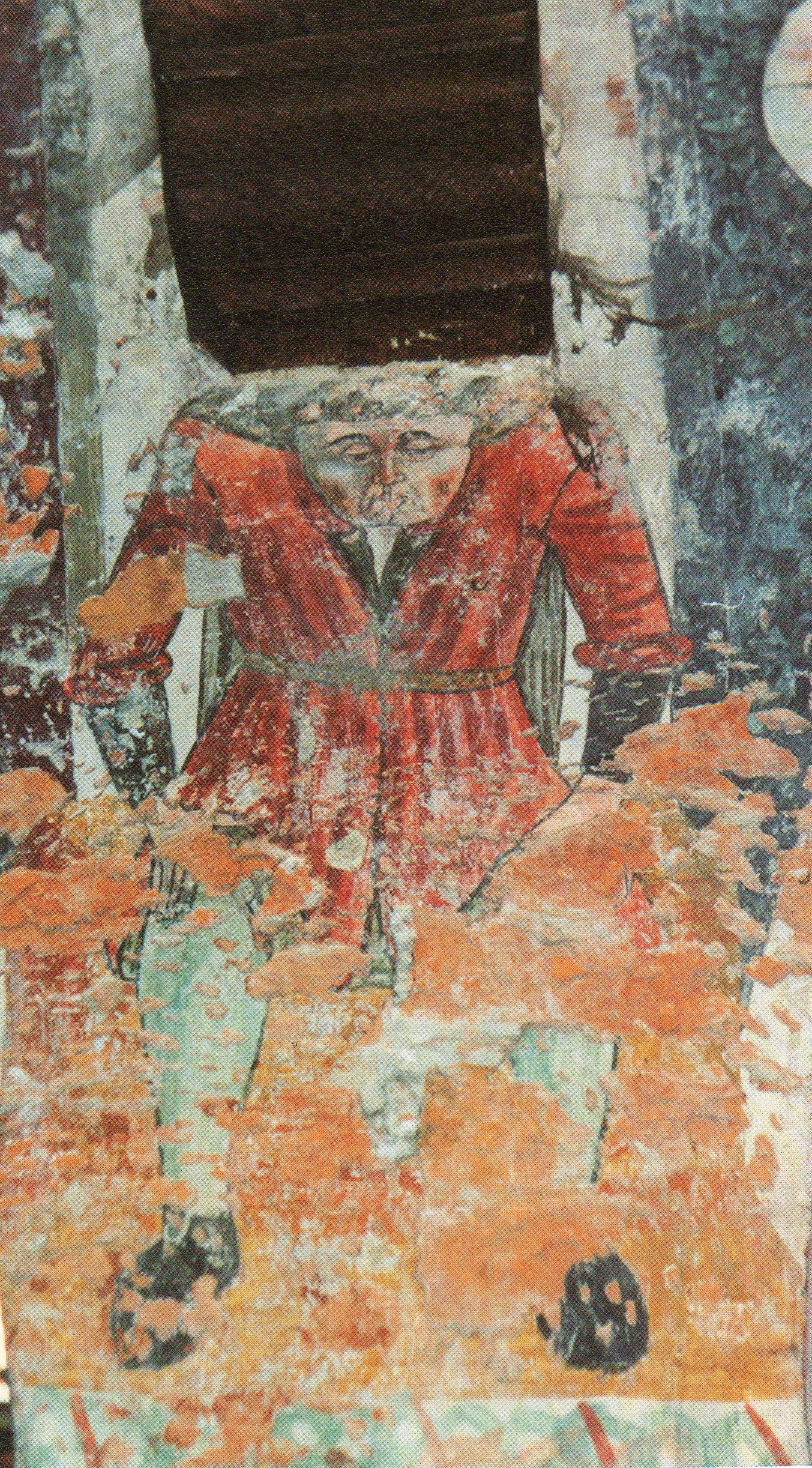
Dettaglio degli affreschi tardogotici
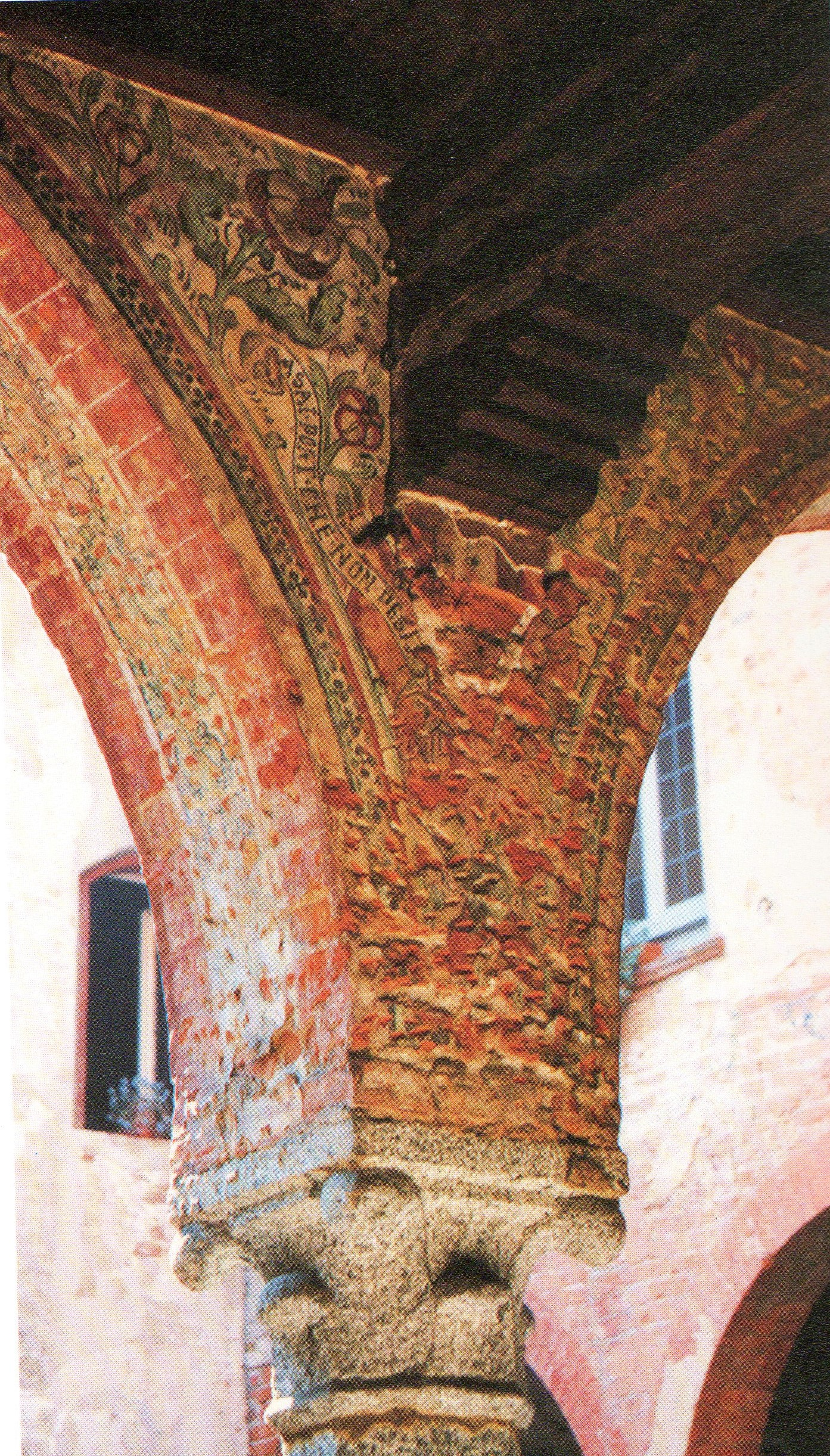
Dettaglio degli affreschi tardogotici

## Descrizione
Il palazzo è strutturato su due cortili: il primo, risalente al XV secolo, presenta una veste tardogotica, con un portico dotato di tipiche colonne ottagonali in granito, molto diffuse nell'edilizia lombarda del periodo, e arricchito da numerosissimi affreschi. Il lato nord del portico conserva una loggia in stile gotico, sorretta sul balcone da colonne lignee.  Il secondo, dove nelle lunette è affrescato lo stemma dei Cornazzani, fu aggiunto nel corso del Seicento. Sulla facciata, intonacata in età moderna, è presente una formella in cotto quattrocentesca raffigurante la Natività. All'interno conserva ricchi soffitti a cassettone quattrocenteschi, affreschi barocchi e un'ala neoclassica.